# Kaito Kid
Kaito Kid (まじっく快斗?, Majikku Kaito, "Magic Kaito") è un manga di Gōshō Aoyama, iniziato in Giappone nel 1987, pubblicato su Weekly Shōnen Sunday e Shōnen Sunday Super, riviste divulgate dalla Shogakukan. Dopo la pubblicazione dei primi tredici capitoli fra il 1987 ed il 1988, raccolti in due volumi tankōbon nel 1988, il manga è proseguito a cadenza irregolare, durante la produzione delle altre serie manga di Aoyama Yaiba (1988-1993) e Detective Conan (1994-in corso): il terzo volume è uscito nel 1994, il quarto volume nel 2007, e il quinto e finora ultimo nel 2017; nel 2024 sono usciti tre nuovi capitoli. Molti dei personaggi di Kaito Kid compaiono spesso anche in Detective Conan, l'opera maggiore di Aoyama.
Dal 17 aprile 2010 al 29 dicembre 2012 sono stati trasmessi con periodicità irregolare dodici speciali animati prodotti da TMS Entertainment che adattano vari capitoli del manga: il primo special è stato trasmesso da Animax come se fosse il primo episodio di una serie anime intitolata Magic Kaito (まじっく快斗?, Majikku Kaito) e con il titolo internazionale in inglese Kid the Phantom Thief ("Kid il ladro fantasma"); l'episodio è stato tuttavia replicato su Yomiuri TV (YTV) e Nippon Television (NTV) come uno special di Detective Conan, ed anche gli episodi successivi sono stati trasmessi da YTV e NTV nella fascia oraria dedicata normalmente all'anime di Detective Conan e con questo titolo, pur non influendo nella numerazione degli episodi di tale serie.
Dal manga è stato tratto anche un anime realizzato da A-1 Pictures ed intitolato Magic Kaito 1412 (まじっく快斗1412?, Majikku Kaito Ichi yon ichi ni): l'anime conta 24 episodi, trasmessi dal 4 ottobre 2014 al 28 marzo 2015 sulle emittenti giapponesi Nippon Television e Yomiuri TV.

## Trama
Kaito Kuroba è un ragazzo liceale che si diletta nei giochi di prestigio. Grazie al vecchio Konosuke Jii, il maggiordomo del suo defunto padre, Toichi Kuroba, scopre che il genitore era Kaito Kid, il ladro gentiluomo, e che non è morto durante un gioco di prestigio, ma è stato assassinato. In seguito, sempre con l'aiuto di Jii, Kaito prende il posto del padre nel ruolo di Kaito Kid, nella speranza di attirare l'organizzazione che ha ucciso il padre. Durante i furti viene contrastato dall'ispettore Ginzo Nakamori, padre di Aoko, sua compagna di classe, all'oscuro del fatto che quest'ultimo sia Kaito Kid. I due sono innamorati l'uno dell'altra, ma senza il coraggio di dichiararselo, e litigano continuamente. Oltre a Nakamori, a dargli la caccia è per lo più il ragazzo detective Saguru Hakuba, ma anche Shinichi Kudo. Un altro nemico di Kaito è Akako Koizumi, una vera strega sua compagna di classe innamorata di lui, che cerca in ogni modo, anche con la magia e la forza, di conquistarlo.
Durante un furto la sera del compleanno di Aoko, Kaito entra in contatto con Snake, un membro dell'organizzazione che ha ucciso suo padre, scoprendo che era stato ucciso da Snake in persona mentre cercava di rubare una pietra ambita anche dall'organizzazione. Quest'ultima, il vero nemico mortale di Kaito Kid, ricerca Pandora, la "pietra della vita", che può donare l'immortalità: innalzandola davanti alla cometa Volley, che passa vicino alla Terra ogni diecimila anni, si verseranno lacrime e bevendole si avrà la vita eterna. Questa pietra si riconosce perché brilla di una luce rossa se esposta alla luce della Luna. Da qui la trama si concentra sulla ricerca di Pandora: Kaito ruba ogni pietra preziosa che sia oggetto di storie insolite e si trovi in luoghi incredibilmente ben difesi, per controllare se si tratta di essa ed evitare così che finisca nelle mani dell'organizzazione. Dopo averle rubate, le restituisce.

## Personaggi
Kaito Kuroba (黒羽 快斗?, Kuroba Kaito) / Kaito Kid (怪盗キッド?, Kaitō Kiddo)
È un liceale di 17 anni, frequenta la 2B del liceo Ekoda, alto 1.74, capelli scuri e occhi blu, gruppo sanguigno B. Suo padre Toichi era un grande mago, morto quando era piccolo in quello che pareva un incidente durante l'esecuzione di un trucco. Un giorno scopre una stanza piena di marchingegni e che il padre era Kaito Kid, il famoso ladro gentiluomo, e prende il suo posto per scoprire la verità sulla sua morte. Vive da solo in una villetta poiché la madre, Chikage Kuroba, vive all'estero. È vicino di casa, amico d'infanzia e compagno di classe di Aoko Nakamori e lui la punzecchia spesso. È innamorato, ricambiato, di lei. Ha molto successo con le ragazze, come dimostra la cioccolata regalata il giorno di San Valentino (seppur lui ne ignorasse il significato). Anche Akako è innamorata di lui, ma Kaito, non ricambiando i suoi sentimenti, la respinge sempre. Ha l'abitudine di spiare le compagne negli spogliatoi forzando i lucchetti e in genere fare molti trucchi in classe. È nato a giugno, odia i pesci e il suo gelato preferito è al doppio cioccolato.
Aoko Nakamori (中森 青子?, Nakamori Aoko)
Studentessa di 17 anni della 2B del liceo Ekoda, lunghi capelli scuri e occhi azzurri. È la figlia dell'ispettore Ginzo Nakamori ed è totalmente all'oscuro della seconda identità del suo migliore amico. Nonostante lui la prenda spesso in giro e abbia la cattiva abitudine di vedere il colore delle sue mutandine, Aoko è legata da un profondo sentimento, ricambiato. È molto amica di Keiko Momoi. Anche se rivali in amore, ha una forte simpatia per Akako Koizumi, sua compagna di classe. È piuttosto goffa, una pessima cuoca ed è sempre in prima linea per appoggiare suo padre nella cattura di Kaito Kid, che insulta ad ogni occasione, anche davanti a Kaito.
Ginzo Nakamori (中森 銀三?, Nakamori Ginzō)
Ispettore di polizia sulla quarantina, pare essere separato dalla moglie poiché vive solo con la figlia. Da circa vent'anni tenta di catturare Kaito Kid ed è convinto che siano la stessa persona, anche se in un episodio sospetta di Kaito. Inconsciamente, rivela spesso i piani per catturare Kid di fronte al ragazzo e gli dà enormi vantaggi. Nonostante voglia mettergli le manette, è legato al ladro da uno strano rapporto, come l'episodio in cui gli chiede di non sparire per altri otto anni o non lo sopporterebbe.
Saguru Hakuba (白馬 探?, Hakuba Saguru)
Studente liceale di 17 anni, nato il 29 agosto, segno vergine, gruppo sanguigno A. È alto 1.80, capelli biondi e occhi quasi dorati. Suo padre è il questore della polizia metropolitana e suo zio possiede un laboratorio d'analisi che usa per le sue indagini. Saguru è un abile detective, molto famoso in Inghilterra dove ha studiato per molti anni prima di trasferirsi al liceo Ekoda, nella stessa classe di Kaito e Aoko. Sospetta di lui e nell'episodio "Chat Noir" pare sapere della sua seconda identità senza avere le prove per arrestarlo. Ha simpatia per Aoko e nota la bellezza di Akako, perdendo un po' di sicurezza in sua presenza.
Akako Koizumi (小泉 紅子?, Koizumi Akako)
Bellissima ragazza di 17 anni, in classe con Kaito e Aoko. Discende da una famiglia di streghe ed è l'erede della magia rossa di cui va molto fiera ed è perfino in grado di parlare con Satana. Disprezza l'arte illusoria dei maghi e quindi anche di Kaito. È abituata ad avere tutti gli uomini ai suoi piedi e l'unico che non può avere è proprio Kaito Kid ed è grazie a questo che scopre il segreto del ragazzo, anche se nega ogni volta. Considera Aoko una bambina e tenta sempre di portarle via Kaito, del quale se ne innamora follemente dopo essere stata sconfitta da lui alla fine del loro primo scontro. In un episodio poi, accecata dall'amore che prova per Kaito, ha tentato persino di ucciderlo perché quest'ultimo non ricambia i suoi sentimenti e sceglie sempre l'amica d'infanzia. Non disprezza la compagnia del detective Hakuba. Vive da sola in una grande villa immersa nel verde insieme a un brutto servo.
Konosuke Jii (寺井 黄之助?, Jii Kōnosuke)
Anziano uomo di 61 anni, è il fedele maggiordomo di casa Kuroba e titolare della sala da biliardo "Blue Parrot". Aiutante negli spettacoli di magia di Toichi, gli aveva promesso che non avrebbe mai rivelato al piccolo Kaito la verità su suo padre. Promessa che infrangerà quando prenderà le vesti di Kaito Kid e sarà costretto a rivelare tutto al ragazzo ed ora lo assiste.
Toichi Kuroba (黒羽 盗一?, Kuroba Tōichi)
Il primo Kaito Kid, muore durante l'esecuzione di un trucco per mano di una pericolosa organizzazione. Ha lasciato al figlio dei dischi in cui gli dà dei consigli e suggerimenti sulla magia.
Chikage Kuroba (黒羽 千影?, Kuroba Chikage)
È la madre di Kaito e la moglie di Toichi, quasi quarant'anni e bella. Era una ex ladra nota come "Phantom Lady" e si è ritirata molto giovane per sposarsi e avere Kaito. Attualmente vive all'estero e prende spesso il figlio in giro. Anche se lo nasconde, è preoccupata per la strada che Kaito ha deciso di intraprendere. Negli ultimi due episodi viene suggerito che Chikage sia l'assistente di Kaito Corbeau.

## Manga
Il manga di Kaito Kid è scritto e disegnato da Gōshō Aoyama. È pubblicato in Giappone dal 1987 dalla casa editrice Shogakukan. Quasi tutti i capitoli sono apparsi sulla rivista Weekly Shōnen Sunday, a eccezione di Episodio pilota inedito: Il giocatore e il prestigiatore e Capitolo speciale: Yaiba contro Kaito, che sono stati pubblicati su Shōnen Sunday Super. Dopo la pubblicazione dei primi tredici capitoli fra il 1987 ed il 1988, raccolti in due volumi tankōbon nel 1988, il manga è proseguito a cadenza irregolare, durante la produzione delle altre serie manga di Aoyama Yaiba (1988-1993) e Detective Conan (1994-in corso): il terzo volume è uscito nel 1994, il quarto volume nel 2007, e il quinto e finora ultimo nel 2017; nel 2024 sono usciti tre nuovi capitoli.
Alcune storie sono state raccolte anche in volumi separati. I due capitoli Black Star sono stati inclusi in uno dei volumi di raccolte di casi di Detective Conan, Detective Conan vs Kaito Kid - Raccolta completa (名探偵コナンVS怪盗キッド 完全版?, Meitantei Conan vs Kaitō Kid - Kanzen hen), pubblicato da Shogakukan nel 2004. Nel 2010 è uscito in Giappone un volume pubblicato da Shogakukan intitolato Detective Conan × Magic Kaito (名探偵コナン×まじっく快斗?, Meitantei Conan × Majikku Kaito); tale volume ristampa i capitoli Il ritorno del misterioso ladro gentiluomo, L'arrivo di un celebre investigatore, Black Star (1ª parte), Black Star (2ª parte) e i capitoli da 6 a 9 del volume 16 di Detective Conan. I primi quattro volumi di Kaito Kid hanno avuto varie riedizioni. Nella Treasured Edition che li ha ripubblicati nel 2011, con ogni volume è presente in allegato un DVD. Il primo DVD contiene il primo special nella versione trasmessa da Animax, mentre il secondo DVD contiene il secondo e il terzo special e il terzo DVD contiene il primo OAV di Detective Conan, tratto dal manga Kaito Kid. Il quarto DVD contiene una porzione dell'episodio 219 di Detective Conan, anch'essa tratta dal manga Kaito Kid.
I primi quattro volumi sono stati pubblicati in italiano da Star Comics dal 19 settembre al 19 dicembre 2007. Nel 2023 la casa editrice ha annunciato una nuova edizione italiana del manga, basata sulla Treasured Edition giapponese, in formato più grande e con pagine a colori, a cadenza bimestrale a partire dal 26 marzo 2024 che include anche il quinto volume uscito il 26 novembre seguente.
| Nº | Titolo italiano Giapponese 「Kanji」 - Rōmaji - Traduzione letterale | Data di prima pubblicazione             | Data di prima pubblicazione             |
| Nº | Titolo italiano Giapponese 「Kanji」 - Rōmaji - Traduzione letterale | Giapponese                              | Italiano                                |
| 1  | Kaito Kid 「まじっく快斗」 - Majikku Kaito – "Magic Kaito" | 15 aprile 1988 ISBN 4-09-122081-9       | 19 settembre 2007                       |
| 1  | Capitoli - Il ritorno del misterioso ladro gentiluomo (蘇る怪盗?, Yomigaeru kaitō) - Un sacco di poliziotti (警官がいっぱい?, Keikan ga ippai) - Cuore meccanico (時計仕掛けのハート?, Tokei jikake no hāto) - Niente giorni liberi per Kaito Kid (怪盗キッドの忙しい休日?, Kaitō Kiddo no isogashii kyūjitsu) - Il relitto sommerso (海賊船浮上せず?, Kaizokusen fujōsezu) - Rossa tentazione (緋色の誘惑?, Hiiro no yūwaku) |                                         |                                         |
| 2  | Kaito Kid 「まじっく快斗」 - Majikku Kaito – "Magic Kaito" | 15 ottobre 1988 ISBN 4-09-122082-7      | 18 ottobre 2007                         |
| 2  | Capitoli - Giù le mani! (彼から手をひいて?, Kare kara te o hiite) - Il più irresponsabile primo ministro giapponese (日本一の無責任総理?, Nippon'ichi no musekinin sōri) - Io sono il capo! (わたしが主人だ?, Watashi ga masutā da) - La magia del diventare adulti (大人とわかってくれない?, Otona to wakattekurenai) - Il ragazzo che rischia tutto per una palla (ボールにかける少年?, Bōru ni kakeru shōnen) - Ghost game (ゴースト・ゲーム?, Gōsuto Gēmu) - Episodio pilota inedito: Il giocatore e il prestigiatore (初期未発表作品 ハスラーvs.マジシャン?, Shoki mi happyō sakuhin - Hasurā vs. majishan) |                                         |                                         |
| 3  | Kaito Kid 「まじっく快斗」 - Majikku Kaito – "Magic Kaito" | 15 settembre 1994 ISBN 4-09-122083-5    | 19 novembre 2007                        |
| 3  | Capitoli - Star Wars (スターウォーズ?, Sutā Wōzu) - L'arrivo di un celebre investigatore (名探偵登場!!?, Meitantei tōjō!!) - Un ladro sotto gli occhi (眼下の怪盗?, Ganka no kaitō) - Quella strega di Akako (紅子の宅急便?, Akako no takuhaibin) - Capitolo speciale: Yaiba contro Kaito (〈番外編〉刃vs.快斗！の巻?, (Bangaihen) Yaiba vs. Kaito! no maki) - Blue Birthday (ブルーバースデー?, Burū Bāsudē) - Green Dream (グリーンドリーム?, Gurīn Dorīmu) |                                         |                                         |
| 4  | Kaito Kid 「まじっく快斗」 - Majikku Kaito – "Magic Kaito" | 16 febbraio 2007 ISBN 978-4-09-121005-0 | 19 dicembre 2007                        |
| 4  | Capitoli - Crystal Mother (クリスタル・マザー?, Kurisutaru Mazā) - Red Tear (レッド・ティアー?, Reddo Tiā) - Black Star (1ª parte) (ブラック・スター（前編）?, Burakku Sutā (zenpen)) - Black Star (2ª parte) (ブラック・スター（後編）?, Burakku Sutā (kōhen)) - Golden eye (1ª parte) (ゴールデン・アイ（前編）?, Gōruden Ai (zenpen)) - Golden eye (2ª parte) (ゴールデン・アイ（後編）?, Gōruden Ai (kōhen)) - Dark Knight (1ª parte) (ダーク・ナイト（前編）?, Dāku Naito (zenpen)) - Dark Knight (2ª parte) (ダーク・ナイト（後編） ?, Dāku Naito (kōhen)) |                                         |                                         |
| 5  | Kaito Kid 「まじっく快斗」 - Majikku Kaito – "Magic Kaito" | 18 luglio 2017 ISBN 978-4-09-121005-0   | 26 novembre 2024 ISBN 978-88-226-5305-5 |
| 5  | Capitoli (traduzioni letterali dei titoli) - Phantom Lady (1ª parte) (ファントム・レディー（前編）?, Fantomu Redī (zenpen)) - Phantom Lady (2ª parte) (ファントム・レディー（後編）?, Fantomu Redī (kōhen)) - Midnight Crow (1ª parte) (真夜中の烏（ミッドナイト・クロウ）の巻（前編)?, Mayonaka no Karasu (Middonaito Kurō) no Maki (zenpen)) - Midnight Crow (2ª parte) (真夜中の烏（ミッドナイト・クロウ）の巻（中編)?, Mayonaka no Karasu (Middonaito Kurō) no Maki (chūhen)) - Midnight Crow (3ª parte) (真夜中の烏（ミッドナイト・クロウ）の巻（後編)?, Mayonaka no Karasu (Middonaito Kurō) no Maki (kōhen)) - Sun Halo (1ª parte) (日輪の後光(サン・ヘイロー)（前編）?, Nichirin no Gokō (San Heirō) (zenpen)) - Sun Halo (2ª parte) (日輪の後光(サン・ヘイロー)（中編）?, Nichirin no Gokō (San Heirō) (chūhen)) - Sun Halo (3ª parte) (日輪の後光(サン・ヘイロー)（後編）?, Nichirin no Gokō (San Heirō) (kōhen)) |                                         |                                         |

## Anime

### Capitoli del manga animati inDetective Conan
Dal capitolo Capitolo speciale: Yaiba contro Kaito, il quinto del terzo volume, è stato tratto il primo OAV di Detective Conan, ma la trama è stata modificata per aggiungere i personaggi di Detective Conan e la storia si rivela essere un sogno di Conan Edogawa. L'OAV 1, intitolato Conan vs Kid vs Yaiba (コナンVSキッドVSヤイバ?, Konan tai Kiddo tai Yaiba), è stato pubblicato in DVD allegato al numero 46 del 2000 della rivista Weekly Shōnen Sunday, e la sua sigla finale è Natsu no maboroshi (夏の幻? lett. "Illusione estiva") dei Garnet Crow. L'OAV è stato pubblicato nuovamente il 18 novembre 2011 nel terzo volume della ristampa "Treasured Edition" del manga Kaito Kid.
I due capitoli intitolati Black Star, il terzo e il quarto del quarto volume, in cui compaiono Shinichi Kudo e Juzo Megure, sono stati trasposti in animazione nella prima parte di uno speciale di due ore dell'anime di Detective Conan, intitolato Atsumareta meitantei! Kudō Shin'ichi vs Kaitō Kid (集められた名探偵！工藤 新一VS怪盗キッド? lett. "Riunione di detective! Shinichi Kudo contro Kaito Kid"), che è l'episodio 219 della numerazione originale ed è stato trasmesso in Giappone l'8 gennaio 2001 da YTV e NTV. In Italia corrisponde agli episodi dal 235 al 238, in quanto è stato diviso in quattro parti intitolate rispettivamente La leggenda di Furto Kid - prima parte, La leggenda di Furto Kid - seconda parte, La leggenda di Furto Kid - terza parte e La leggenda di Furto Kid - quarta parte: le quattro parti sono state trasmesse rispettivamente il 2, 3, 4 e 7 febbraio 2005 su Italia 1. La prima parte italiana e i primi quattro minuti circa della seconda parte italiana sono tratte dai capitoli "Black Star" (da cui la seconda parte del titolo originale, "Shinichi Kudo contro Kaito Kid"), mentre il resto dello special è tratto dal caso in cui compare Kaito Kid contenuto nel volume 30 di Detective Conan, file da 4 a 7 (da cui la prima parte del titolo originale, "Riunione di detective"). Nella versione italiana di questo episodio, così come nel terzo film, il personaggio di Kaito Kid è chiamato "Furto Kid"; in questo episodio inoltre il suo cognome è stato erroneamente traslitterato "Kurobane", il nome viene pronunciato "Kaìto" ed i nomi di Aoko e Akako sono stati cambiati rispettivamente in Seiko e Beniko, mentre il nome di Keiko non viene pronunciato. Considerato che l'OAV 1 si rivela essere un sogno, l'episodio di 219 è l'unico di Detective Conan in cui è presente vera magia: Akako comunica a Kaito una profezia del suo padrone Lucifero secondo cui la notte del suo prossimo furto Kid avrebbe trovato un rivale alla sua altezza, e la notte in questione Akako comunica al suo servitore di aver individuato su un elicottero l'aura del rivale di Kaito, ossia Shinichi. Nel manga è presente anche una scena in cui Akako cerca di usare i suoi poteri per evitare che Kaito venga catturato ma viene bloccata dal suo domestico in quanto non può usare i suoi poteri in pubblico; la scena in questione non è presente nella versione originale dell'episodio. La porzione iniziale dell'episodio 219, quella tratta dal manga Kaito Kid, è stata pubblicata il 16 dicembre 2011 nel terzo volume della ristampa "Treasured Edition" del manga Kaito Kid; per questa versione è stata animata e aggiunta la scena mancante. Dai due capitoli "Black Star" è stato tratto anche il sesto episodio di Magic Kaito 1412.
Dal capitolo Crystal Mother, il primo del quarto volume, è stato tratto il quarto OAV di Detective Conan, ma la trama è stata modificata per aggiungere i personaggi di Detective Conan e per eliminare i riferimenti alla pietra Pandora e al capo dell'organizzazione di Kaito Kid; è stato inoltre aggiunto il personaggio di Rose, un'assistente di Snake che fa qui la sua prima e unica apparizione. Nel capitolo originale Snake non viene chiamato per nome, mentre nell'OAV è chiamato con il nome Jackal, pronunciato da Conan che riconosce l'uomo come un ladro di gioielli ricercato internazionalmente; nel manga Kaito Kid Snake non viene mai chiamato Jackal, e non è noto se sia ricercato oppure no. L'OAV 4, intitolato Conan, Kid ed il Crystal Mother (コナンとキッドとクリスタルマザー?, Conan to Kiddo to Kurisutaru Mazā), è stato pubblicato allegato al numero 14 del 2004 della rivista, e la sua sigla finale è Nemuru kimi no yokogao ni hohoemi o (眠る君の横顔に微笑みを? lett. "Sognare il tuo profilo sorridente") degli U-ka saegusa IN db. Da Crystal Mother è stato tratto anche l'undicesimo special, in modo più fedele all'originale ma non perfettamente, dato che è stato incluso il personaggio di Spider; il capitolo è stato poi adattato una terza volta nel quattordicesimo episodio di Magic Kaito 1412.

### Special
Il primo episodio animato di Kaito Kid non collegato a Detective Conan è uno special televisivo di 23 minuti prodotto da TMS Entertainment e trasmesso da Animax il 17 aprile 2010 alle 8:30, lo stesso giorno dell'uscita nei cinema giapponesi del quattordicesimo film di Detective Conan, Meitantei Conan - Tenkū no lost ship, in cui compare Kaito Kid. L'episodio è tratto dal primo capitolo del manga e, per come è strutturato, poteva essere il primo episodio di una serie: infatti all'inizio compare il titolo Magic Kaito (まじっく快斗?, Majikku Kaito, Magic Kaito) insieme al titolo internazionale in inglese KID THE PHANTOM THIEF ("Kid il ladro fantasma") e prima della sigla finale (strumentale) compare "episodio 1" con il titolo dell'episodio: Yomigaeru kaitō (蘇る怪盗? "La rinascita del ladro misterioso", lo stesso titolo del primo capitolo del manga). L'episodio è stato ritrasmesso da Animax il 18 aprile 2010 alle 22:30 e il 25 aprile 2010 alle 12:30, mentre Yomiuri TV e Nippon Television lo hanno trasmesso il 24 aprile 2010 alle 18:00 come uno speciale di Detective Conan con il titolo Meitantei Conan Supesharu 「Kaitō Kiddo tanjō no himitsu」 (名探偵コナンスペシャル 「怪盗キッド誕生の秘密」? "Detective Conan Special: Il segreto della nascita di Kaito Kid"); contrariamente ai normali special di Detective Conan, questo special non influisce sulla numerazione degli episodi. La versione trasmessa da Yomiuri TV e Nippon Television non è però integrale in quanto sono state tagliate le scene finali per un totale di poco più di un minuto. Al termine della versione rimasterizzata dell'episodio 396 di Detective Conan, trasmessa il 17 aprile 2010, è presente un Next Conan's Hint ("Prossimo indizio di Conan") che fa riferimento allo special, ma non un'anticipazione, in quanto è stato trasmesso un trailer di Meitantei Conan - Tenkū no lost ship; lo special a sua volta contiene un Next Conan's Hint che fa riferimento all'episodio 571 di Detective Conan, trasmesso il 1º maggio 2010, e anche in questo caso viene trasmesso il trailer di Meitantei Conan - Tenkū no lost ship invece di un'anticipazione relativa a tale episodio.
Dal 6 agosto 2011 al 29 dicembre 2012 sono stati trasmessi a cadenza irregolare altri undici episodi di Magic Kaito prodotti da TMS Entertainment, sempre su Yomiuri TV e Nippon Television e nello spazio dedicato normalmente a Detective Conan (il sabato alle 18:00). Anche questi special non influiscono sulla numerazione degli episodi di Detective Conan, ma sono comunque considerati dei veri e propri special di tale serie, dato che hanno un'introduzione simile, le stesse sigle (incluse le immagini e il logo di Detective Conan), una schermata del titolo simile, gli stessi eyecatch e dopo la sigla finale le anticipazioni: esse, se la settimana dopo viene trasmesso un normale episodio di Detective Conan, sono proprio quelle di questo episodio. Le anticipazioni dell'episodio di Magic Kaito possono trovarsi anche nell'episodio di Detective Conan trasmesso la settimana precedente e sono seguite dalla Next Kid's Magic ("Prossima magia di Kid") al posto del Next Conan's Hint; l'unica eccezione è l'indizio contenuto nell'episodio 626 di Detective Conan (in riferimento al secondo episodio di Magic Kaito) che come per l'indizio contenuto nella versione di YTV/NTV del primo episodio viene chiamato Next Conan's Hint e non Next Kid's Magic, mentre questa espressione viene utilizzata per la prima volta al termine del secondo episodio di Magic Kaito in riferimento al terzo episodio. Sono diverse da quelle di Detective Conan l'introduzione da parte della voce fuori campo all'inizio della sigla e la musica di sottofondo durante la schermata del titolo. Nei video delle sigle iniziali degli episodi trasmessi ad agosto 2011 e ad agosto 2012 compare la dicitura Meitantei Conan Special - Natsu no Kaitō Kiddo matsuri (名探偵コナン スペシャル 夏の怪盗キッド祭り? lett. "Speciale di Detective Conan - La festa di Kaito Kid dell'estate"), mentre nei video delle sigle iniziali degli episodi trasmessi a dicembre 2012 compare la dicitura Fuyu no Kaitō Kiddo supesharu (冬の怪盗キッドスペシャル? lett. "Speciale di Kaito Kid dell'inverno").
Benché gli episodi siano tutti tratti dal manga, alcuni presentano delle differenze, per esempio la presenza del personaggio di Spider, che compare solo nell'anime dal settimo special; in alcuni casi un episodio adatta elementi di due diversi capitoli del manga, a volte non consecutivi. Il nome della madre di Kaito, Chikage, viene rivelato per la prima volta nei titoli di coda del primo special, e solo in seguito viene utilizzato nel manga, a partire dal secondo capitolo del quinto volume; sempre nel primo special viene introdotta l'idea secondo cui la madre di Kaito non viva con il figlio ma sia costantemente all'estero, idea anch'essa utilizzata nel manga a partire dallo stesso capitolo. Nel primo special Chikage si trova a Las Vegas e comunica a Kaito di aver incontrato un'amica di Toichi: non viene detto il suo nome ma potrebbe essere Yukiko Fujimine, madre di Shinichi Kudo/Conan Edogawa, il protagonista di Detective Conan, dato che in quest'ultimo manga si afferma che Yukiko vive negli Stati Uniti, è stata allieva e amica di Toichi, ed è molto ammirata da Chikage; tale scena non è presente nel primo capitolo del manga, in quanto la madre di Kaito si trova a casa e non a Las Vegas. Inoltre in tutti gli special ad eccezione del primo Conan compare in brevi camei muti, e in alcuni special compaiono insieme a lui anche Ai Haibara, Ayumi Yoshida, Genta Kojima e Mitsuhiko Tsuburaya; nessuno dei questi personaggi compare nei capitoli del manga da cui sono tratti i vari special, e in alcuni casi queste apparizioni contraddicono la cronologia ufficiale delle due serie, dato che secondo il manga le storie dei primi special sono ambientate quando Conan e Ai erano ancora Shinichi Kudo e Shiho Miyano. Nel secondo special Kaito e Aoko assistono a un film di Kamen Yaiba, franchise immaginario spesso citato all'interno di Detective Conan, mentre nel corrispettivo capitolo del manga il film a cui assistono è Capitan E.T., parodia di E.T. l'extra-terrestre (1982) e Captain EO (1986). Nel sesto special si svolge una gara di sci in costume tra studenti, e uno dei costumi è quello di Kamen Yaiba: tale particolare non è presente nel capitolo originale del manga. Nel decimo special inoltre si legge sul cellulare di Hakuba un articolo in francese che riporta la notizia di un'organizzazione nera scoperta da un bambino il giorno precedente, alludendo ad un possibile finale di Detective Conan: anche questa informazione contraddice la cronologia del manga, in quanto la storia da cui è tratto il decimo special è precedente ai primi due capitoli del quinto volume di Kaito Kid che fungono da prequel ad un caso del volume 70 di Detective Conan.

#### Episodi
| Nº | Titolo italiano (traduzione letterale) Giapponese 「Kanji」 - Rōmaji | In onda           | In onda |
| Nº | Titolo italiano (traduzione letterale) Giapponese 「Kanji」 - Rōmaji | Giapponese        |         |
| 1  | La rinascita del ladro misterioso 「蘇る怪盗」 - Yomigaeru kaitōDetective Conan Special: Il segreto della nascita di Kaito Kid 「名探偵コナンスペシャル 「怪盗キッド誕生の秘密」」 - Meitantei Conan Supesharu 「Kaitō Kiddo tanjō no himitsu」 | 17 aprile 2010    |         |
| 1  | Tratto dal primo capitolo del manga. |                   |         |
| 2  | L'impegnativo appuntamento di Kaito Kid 「怪盗キッドの忙しいデート」 - Kaitō Kiddo no isogashii dēto | 6 agosto 2011     |         |
| 2  | Tratto dal quarto capitolo del primo volume. |                   |         |
| 3  | Sua altezza ama la magia 「王女様はマジックがお好き」 - Ōjo-sama wa majikku ga osuki | 13 agosto 2011    |         |
| 3  | Tratto dal secondo capitolo del primo volume. |                   |         |
| 4  | La strega non versa lacrime 「魔女は涙をこぼさない」 - Majo wa namida o kobosanai | 24 settembre 2011 |         |
| 4  | Tratto dal sesto capitolo del primo volume e dal quarto capitolo del secondo volume. |                   |         |
| 5  | Il Blue Birthday del destino 「運命のブルーバースデー」 - Unmei no Burū Bāsudē | 29 ottobre 2011   |         |
| 5  | Tratto dal sesto capitolo del terzo volume. |                   |         |
| 6  | Amore sulle piste da sci la vigilia di Natale 「聖夜(イヴ)は恋するゲレンデで」 - Eve (ivu) wa koisuru gerende de | 24 dicembre 2011  |         |
| 6  | Tratto dal primo capitolo del secondo volume. |                   |         |
| 7  | I magnifici rivali 「華麗なるライバルたち」 - Karei naru raibaru-tachi | 4 agosto 2012     |         |
| 7  | Tratto dal secondo e dal terzo capitolo del terzo volume (l'arrivo di Saguru Hakuba deriva dal secondo capitolo, ma il furto che compie Kaito è quello del terzo).                                                                              |                   |         |
| 8  | Il segreto del Red Tear 「レッド・ティアーの秘密」 - Reddo Tiā no himitsu | 11 agosto 2012    |         |
| 8  | Tratto dal secondo capitolo del quarto volume. |                   |         |
| 9  | La strega, il detective e il ladro misterioso 「魔女と探偵と怪盗と」 - Majo to tantei to kaitō | 29 settembre 2012 |         |
| 9  | Tratto dal quarto capitolo del terzo volume. |                   |         |
| 10 | Il Golden Eye dei ricordi 「追憶のゴールデン•アイ」 - Tsuioku no Gōruden Ai | 3 novembre 2012   |         |
| 10 | Tratto dal quinto e dal sesto capitolo del quarto volume. |                   |         |
| 11 | Il Crystal Mother delle lacrime 「涙のクリスタル・マザー」 - Namida no Kurisutaru Mazā | 22 dicembre 2012  |         |
| 11 | Tratto dal primo capitolo del quarto volume. |                   |         |
| 12 | Le lacrime d'amore del Dark Knight 「ダーク・ナイトに愛の涙を」 - Dāku Naito ni ai no namida o | 29 dicembre 2012  |         |
| 12 | Tratto dal settimo e dall'ottavo capitolo del quarto volume. |                   |         |

#### Sigle
Le sigle sono le stesse usate nel periodo per Detective Conan, con le stesse immagini. La sigla di chiusura Pilgrim dei B'z è stata usata solo quattro volte, ossia per il secondo e il terzo episodio di Magic Kaito e per gli episodi 627 e 628 di Detective Conan trasmessi nelle due settimane successive.
| Episodio     | Sigla di apertura | Sigla di chiusura                                                             |
| ------------ | --- | ----------------------------------------------------------------------------- |
| 1 (repliche) | AS THE DEW (lett. "Come la rugiada") dei Garnet Crow                                                                    | HELLO MR.MY Yesterday (lett. "Ciao sig. il mio ieri") di Hundred Percent Free |
| 2            | Misty Mystery (lett. "Mistero nebbioso") dei Garnet Crow                                                                | Pilgrim (ピルグリム?, Pirugurimu, lett. "Pellegrino") dei B'z                 |
| 3            | Misty Mystery (lett. "Mistero nebbioso") dei Garnet Crow                                                                | Pilgrim (ピルグリム?, Pirugurimu, lett. "Pellegrino") dei B'z                 |
| 4            | Misty Mystery (lett. "Mistero nebbioso") dei Garnet Crow                                                                | Your Best Friend (lett. "Il tuo migliore amico") di Mai Kuraki                |
| 5            | Misty Mystery (lett. "Mistero nebbioso") dei Garnet Crow                                                                | Your Best Friend (lett. "Il tuo migliore amico") di Mai Kuraki                |
| 6            | Misty Mystery (lett. "Mistero nebbioso") dei Garnet Crow                                                                | Your Best Friend (lett. "Il tuo migliore amico") di Mai Kuraki                |
| 7            | Kimi no namida ni konna ni koishiteru (君の涙にこんなに恋してる? lett. "Amo così tanto le tue lacrime") delle Natsu Iro | Koi ni koishite (恋に恋して? lett. "Innamorato dell'amore") di Mai Kuraki     |
| 8            | Kimi no namida ni konna ni koishiteru (君の涙にこんなに恋してる? lett. "Amo così tanto le tue lacrime") delle Natsu Iro | Koi ni koishite (恋に恋して? lett. "Innamorato dell'amore") di Mai Kuraki     |
| 9            | Kimi no namida ni konna ni koishiteru (君の涙にこんなに恋してる? lett. "Amo così tanto le tue lacrime") delle Natsu Iro | Koi ni koishite (恋に恋して? lett. "Innamorato dell'amore") di Mai Kuraki     |
| 10           | Kimi no namida ni konna ni koishiteru (君の涙にこんなに恋してる? lett. "Amo così tanto le tue lacrime") delle Natsu Iro | Koi ni koishite (恋に恋して? lett. "Innamorato dell'amore") di Mai Kuraki     |
| 11           | Kimi no namida ni konna ni koishiteru (君の涙にこんなに恋してる? lett. "Amo così tanto le tue lacrime") delle Natsu Iro | Koi ni koishite (恋に恋して? lett. "Innamorato dell'amore") di Mai Kuraki     |
| 12           | Kimi no namida ni konna ni koishiteru (君の涙にこんなに恋してる? lett. "Amo così tanto le tue lacrime") delle Natsu Iro | Koi ni koishite (恋に恋して? lett. "Innamorato dell'amore") di Mai Kuraki     |

#### DVD giapponesi
Dal 26 ottobre 2012 al 25 gennaio 2013 sono usciti in Giappone quattro DVD che contengono i dodici episodi. Per gli episodi dal quarto al dodicesimo si tratta della prima edizione home video, mentre il primo episodio era già stato pubblicato nel primo DVD della "Treasured Edition" del manga (5 agosto 2011) e il secondo e il terzo episodio erano già stati pubblicati nel secondo DVD della "Treasured Edition" (15 settembre 2011).
| DVD   | DVD    | Episodi | Data di pubblicazione |
| ----- | ------ | ------- | --------------------- |
| DVD 1 | Disc 1 | 1–3     | 26 ottobre 2012       |
| DVD 2 | Disc 2 | 4-6     | 26 ottobre 2012       |
| DVD 3 | Disc 3 | 7-9     | 21 dicembre 2012      |
| DVD 4 | Disc 4 | 10-12   | 25 gennaio 2013       |

#### Blu-ray giapponesi
Il 26 settembre 2014 è uscito in Giappone un Blu-ray che contiene i dodici episodi: si tratta di un Blu-ray ad edizione limitata per un totale di 1412 copie, in omaggio al numero 1412 che rappresenta un nome alternativo del personaggio di Kaito Kid. Anche il prezzo è un riferimento a tale numero, dato che il Blu-ray costa 14.120 yen.
| Blu-ray | Episodi | Data di pubblicazione |
| ------- | ------- | --------------------- |
| Disc 1  | 1-4     | 26 settembre 2014     |
| Disc 2  | 5-8     | 26 settembre 2014     |
| Disc 3  | 9-12    | 26 settembre 2014     |

Il 17 ottobre 2014 il Blu-ray ha avuto una riedizione a un prezzo scontato, 11.412 yen, anch'esso contenente il numero 1412.
| Blu-ray | Episodi | Data di pubblicazione |
| ------- | ------- | --------------------- |
| Disc 1  | 1-4     | 17 ottobre 2014       |
| Disc 2  | 5-8     | 17 ottobre 2014       |
| Disc 3  | 9-12    | 17 ottobre 2014       |

### Magic Kaito 1412

Kaito Kid in Magic Kaito 1412

Nel 2014 viene infine prodotta una serie animata per la televisione basata sul manga dal titolo Magic Kaito 1412 (まじっく快斗1412?, Magic Kaito Ichi yon ichi ni) ed è prodotta da A-1 Pictures composta da 24 episodi, trasmessi dal 4 ottobre 2014 al 28 marzo 2015. La serie è stata trasmessa contemporaneamente da Yomiuri TV e Nippon Television il sabato alle 17:30, mezz'ora prima di Detective Conan che viene trasmesso alle 18:00 lo stesso giorno e sugli stessi canali. Raramente è accaduto che gli adattamenti animati di due opere di uno stesso autore vengono trasmessi in fasce orarie consecutive.
In Italia, l'anime è stato trasmesso, in lingua originale e sottotitoli in italiano, sul canale a pagamento Man-Ga dal 30 ottobre 2014 al 9 aprile 2015 e gli episodi sono stati trasmessi il giovedì alle 22:45. Nella versione italiana dell'anime il nome dell'alter ego del protagonista è scritto Kaitou Kid. La versione doppiata dei primi 12 episodi è stata pubblicata sul sito streaming a pagamento Play Yamato tra dicembre 2015 e la prima metà del 2016, ed in seguito tali episodi sono stati visibili sul sito streaming a pagamento TIMvision da gennaio 2017. I primi due episodi doppiati sono andati in onda a novembre 2016 su Sky Generation. L'11 agosto 2021 è stato annunciato il doppiaggio delle restanti puntate. Gli episodi già pubblicati sono stati resi disponibili con un parziale ridoppiaggio sul canale Anime Generation di Prime Video il 15 marzo 2022, con i successivi episodi inediti caricati fino al 26 aprile 2022.

#### Doppiaggio
Qui di seguito i nomi dei doppiatori giapponesi e italiani che hanno prestato la voce ai personaggi. La versione italiana, proprio come quella originale, mantiene la continuità delle voci dei personaggi principali di Detective Conan qui presenti in episodi crossover. Per i personaggi di Kaito Kid apparsi negli episodi di Detective Conan invece, sono stati mantenuti solo i doppiatori abituali dell'ispettore Nakamori e di Saguru Hakuba; Kaito Kid qui ha la voce di Davide Garbolino (e non di Paolo Sesana come nella serie di Conan), proprio come Shinichi Kudo coerentemente con la versione originale dove entrambi hanno la voce di Kappei Yamaguchi (Sesana è comunque presente nel cast come voce di Jirokichi Suzuki al quale prestava la voce anche in Detective Conan). Anche i personaggi di Aoko, Jii, Akako, Keiko e Toichi presentano voci differenti rispetto a quelle di Detective Conan, serie in cui comunque sono apparsi molto raramente. Nel doppiaggio della seconda metà della serie il cast italiano non subisce variazioni ad eccezione di Conan, che passa da Monica Bonetto (morta nel 2017) a Federica Simonelli, e Snake che passa da Alessandro Maria D'Errico a Claudio Moneta. Il ridoppiaggio parziale dei primi dodici episodi pubblicati su Prime Video è limitato ai dialoghi dei personaggi di Conan e Snake, che per continuità vocale con gli episodi più recenti sono stati ridoppiati dalla Simonelli e Moneta; un'altra lieve modifica è che nel primo doppiaggio il cognome dell'ispettore Megure è pronunciato "Mègure" mentre nella riedizione è detto come nell'adattamento di Detective Conan, ovvero "Megùre". Gli abbinamenti vocali Federica Simonelli-Conan e Davide Garbolino-Kaito Kid sono poi stati confermati da Yamato Video nello special televisivo Detective Conan: Episode "One" - Il detective rimpicciolito, distribuito in Italia il 31 dicembre 2022.
| Personaggio            | Voce originale     | Doppiatore italiano                                                                   |
| ---------------------- | ------------------ | ------------------------------------------------------------------------------------- |
| Kaito Kuroba/Kaito Kid | Kappei Yamaguchi   | Davide Garbolino                                                                      |
| Aoko Nakamori          | M.A.O              | Francesca Bielli                                                                      |
| Ginzo Nakamori         | Unshō Ishizuka     | Diego Sabre                                                                           |
| Saguru Hakuba          | Mamoru Miyano      | Federico Zanandrea                                                                    |
| Akako Koizumi          | Eri Kitamura       | Gea Riva                                                                              |
| Keiko Momoi            | Atsumi Tanezaki    | Martina Felli                                                                         |
| Toichi Kuroba          | Shūichi Ikeda      | Lorenzo Scattorin                                                                     |
| Chikage Kuroba         | Michie Tomizawa    | Jenny De Cesarei                                                                      |
| Konosuke Jii           | Michio Hazama      | Mario Scarabelli                                                                      |
| Snake                  | Jūrōta Kosugi      | Alessandro D'Errico (ep. 2) Claudio Moneta (ridoppiaggio parziale ep. 2, 14-24)       |
| Capo di Snake          | Kinryū Arimoto     | Mario Zucca                                                                           |
| Shintaro Chaki         | Nobuo Tanaka       | Cesare Rasini                                                                         |
| Conan Edogawa          | Minami Takayama    | Monica Bonetto (ep. 10-11) Federica Simonelli (ridoppiaggio parziale ep.10-11, 16-21) |
| Shinichi Kudo          | Kappei Yamaguchi   | Davide Garbolino                                                                      |
| Ran Mori               | Wakana Yamazaki    | Debora Magnaghi                                                                       |
| Kogoro Mori            | Rikiya Koyama      | Oliviero Corbetta                                                                     |
| Ai Haibara             | Megumi Hayashibara | Federica Valenti                                                                      |
| Juzo Megure            | Chafūrin           | Riccardo Rovatti                                                                      |
| Sonoko Suzuki          | Naoko Matsui       | Laura Brambilla                                                                       |
| Jirokichi Suzuki       | Kōsei Tomita       | Paolo Sesana                                                                          |

#### Episodi
| Nº | Titolo italiano Giapponese 「Kanji」 - Rōmaji - Traduzione letterale | In onda          | In onda        |
| Nº | Titolo italiano Giapponese 「Kanji」 - Rōmaji - Traduzione letterale | Giapponese       | Italiano       |
| 1  | La rinascita di Kaitou Kid, il ladro fantasma 「蘇る怪盗KID」 - Yomigaeru Kaitō Kid – "La rinascita di Kaito Kid" | 4 ottobre 2014   | dicembre 2015  |
| 1  | Kaito scopre che il padre, Toichi Kuroba, era il grande Kaito Kid di otto anni prima e decide di diventare il nuovo Kid per scoprire la verità dietro l'assassinio del padre. |                  |                |
| 2  | Blue Birthday 「ブルーバースディ」 - Burū Bāsudi – "Blue Birthday" | 11 ottobre 2014  | dicembre 2015  |
| 2  | Snake, l'assassino di Toichi, si rifà vivo e minaccia Kaito (credendo che sia Toichi stesso) che, se avesse continuato a rubare, l'avrebbe ucciso di nuovo. Si scopre, poi, il motivo dell'assassinio di Toichi: l'organizzazione di Snake uccise il grande ladro perché rubava le gemme a cui miravano. |                  |                |
| 3  | Hustler vs Magician 「ハスラーVSマジッャン」 - Hasurā VS Majishan – "Il giocatore contro il prestigiatore" | 18 ottobre 2014  | 2016           |
| 3  | Kaito e Jii vogliono recuperare una stecca da biliardo che il vecchio perse molti anni prima. |                  |                |
| 4  | Un grande investigatore alla luce del sole 「名探偵は白日の下に」 - Meitantei wa hakujitsu no moto ni – "Un grande detective entra in scena" | 25 ottobre 2014  | 2016           |
| 5  | Tentazione scarlatta 「緋色の誘惑」 - Hīro no yūwaku – "La tentatrice scarlatta" | 1º novembre 2014 | 2016           |
| 6  | Black Star 「ブラック.スター」 - Burakku Sutā – "Black Star" | 8 novembre 2014  | 2016           |
| 7  | L'impegnativa festività di Kuroba Kaito 「黒羽快斗の忙しい休日」 - Kuroba Kaito no isogashii kyūjitsu – "L'impegnativa vacanza di Kaito Kuroba" | 15 novembre 2014 | 2016           |
| 8  | L'incantesimo per diventare adulti 「大人のおまじない」 - Otona no omajinai – "Il fascino di un adulto" | 22 novembre 2014 | 2016           |
| 9  | Entra in scena Phantom Lady, la gentildonna ladra 「怪盗淑女 （ファントム・レディ） 登場」 - Kaitō Shukujo (Fantomu Redi) tōjō – "Appare Phantom Lady" | 29 novembre 2014 | 2016           |
| 10 | Phantom Lady e il tesoro di Ryouma 「怪盗淑女（ファントム・レディ）と龍馬のお宝」 - Kaitō Shukujo (Fantomu Redi) to Ryōma no otakara – "Phantom Lady e il tesoro di Ryoma" | 6 dicembre 2014  | 2016           |
| 11 | Kid, Conan e l'illusione dei tesori di Ryouma 「KID・コナンの龍馬お宝イリュージョン」 - Kiddo· Konan no Ryōma otakara iryūjon – "L'illusione di Kid e Conan per il tesoro di Ryoma" | 13 dicembre 2014 | 2016           |
| 12 | La vigilia di Natale - I due Kaitou Kid 「聖夜・二人の怪盗KID」 - Seiya - Futari no Kaitō Kiddo – "Vigilia di Natale - Due Kaito Kid" | 27 dicembre 2014 | 2016           |
| 13 | Sta' lontana da lui 「彼から手をひいて」 - Kare kara te o hīte – "Stai lontana da lui" | 10 gennaio 2015  | 22 marzo 2022  |
| 14 | Crystal Mother 「クリスタル・マザー」 - Kurisutaru Mazā – "Crystal Mother" | 17 gennaio 2015  | 22 marzo 2022  |
| 15 | La recita improvvisata della principessa e del ladro 「王女と泥棒の即興劇」 - Ōjo to dorobō no sokkyōgeki – "Il teatro improvvisato della principessa e del ladro" | 24 gennaio 2015  | 29 marzo 2022  |
| 16 | Kid vs Conan: la miracolosa camminata a mezz'aria 「KIDVSコナン 奇跡の空中歩行」 - Kiddo VS Konan - Kiseki no kūchū hokō – "Kid contro Conan - La miracolosa camminata a mezz'aria" | 31 gennaio 2015  | 29 marzo 2022  |
| 17 | Green Dream 「グリーンドリーム」 - Gurīn Dorīmu – "Green Dream" | 7 febbraio 2015  | 5 aprile 2022  |
| 18 | Golden Eye (prima parte): la sfida di Chat Noir 「ゴールデン・アイ《前編》 黒猫《シャノワール》の挑戦」 - Gōruden Ai (zenpen) - Kuroneko (Sha Nowāru) no chōsen – "Golden Eye (prima parte) - La sfida di Chat Noir"                                                                                     | 14 febbraio 2015 | 5 aprile 2022  |
| 19 | Golden Eye (seconda parte): la resa dei conti - Kid vs Chat Noir 「ゴールデン・アイ《後編》 決着KIDvs黒猫《シャノワール》」 - Gōruden Ai (kōhen) - Ketchaku Kid VS Kuroneko (Sha Nowāru) – "Golden Eye (seconda parte) - Finale tra Kid e Chat Noir"                                                     | 21 febbraio 2015 | 12 aprile 2022 |
| 20 | Dark Knight 「ダーク・ナイト」 - Dāku Naito – "Dark Knight" | 28 febbraio 2015 | 12 aprile 2022 |
| 21 | Kid vs Conan: teletrasporto al chiaro di luna 「KIDVSコナン 月下の瞬間移動」 - KID VS Konan - Gekka no shunkan idō – "Kid contro Conan - Teletrasporto al chiar di luna" | 7 marzo 2015     | 19 aprile 2022 |
| 22 | Red Tear 「レッド.ティアー」 - Reddo Tiā – "Red Tear" | 14 marzo 2015    | 19 aprile 2022 |
| 23 | Midnight Crow (prima parte): il suo nome è Kaitou Corbeau 「真夜中の烏《ミッドナイト・クロウ》《前編》 その名は怪盗コルボー！」 - Mayonaka no Karasu (zenpen) - Sono na ha Kaitō Corbeau! – "Midnight Crow (prima parte) - Il suo nome è Kaito Corbeau!"                                                 | 21 marzo 2015    | 26 aprile 2022 |
| 24 | Midnight Crow (seconda parte): scontro! Bianco o nero?! 「真夜中の烏《ミッドナイト・クロウ》（後編） 激突! 白か黒か!?」 - Mayonaka no Karasu (kōhen) - Gekitotsu! Shiro ka kuro ka!? – "Midnight Crow (seconda parte) - Scontro! Bianco o nero!?"                                                        | 28 marzo 2015    | 26 aprile 2022 |

#### Sigle
La seconda sigla di chiusura include dei flashback opportunamente rianimati tratti da alcuni film di Detective Conan in cui compare Kaito Kid: si tratta di Detective Conan: Il mago del cielo d'argento (2004), Detective Conan: Requiem per un detective (2006) e Detective Conan: The Lost Ship in the Sky (2010).
| Episodi | Sigla di apertura                      | Sigla di chiusura               |
| ------- | -------------------------------------- | ------------------------------- |
| 1-12    | Kimi no matsu sekai delle LAGOON       | WHITE of CRIME dei REVALCY      |
| 13-24   | Ai no Scenario di CHiCO con HoneyWorks | Koi no Jumyō di Galileo Galilei |

#### Home video
Il 25 marzo e il 24 giugno 2015 sono usciti in Giappone due Blu-ray che contengono l'intera serie animata.
| # | Blu-ray | Episodi | Data di pubblicazione |
| - | ------- | ------- | --------------------- |
| 1 | Disc 1  | 1-4     | 25 marzo 2015         |
| 1 | Disc 2  | 5-8     | 25 marzo 2015         |
| 1 | Disc 3  | 9-12    | 25 marzo 2015         |
| 2 | Disc 1  | 13-16   | 24 giugno 2015        |
| 2 | Disc 2  | 17-20   | 24 giugno 2015        |
| 2 | Disc 3  | 21-24   | 24 giugno 2015        |

## Romanzi
1. Tatsuya Hamazaki, ? (??, ?), Shogakukan, 2014, ISBN 978-4-09-230789-6.
2. Tatsuya Hamazaki, Toshiya Ono, ? (??, ?), Shogakukan, 2015, ISBN 978-4-09-230792-6.
3. Tatsuya Hamazaki, Toshiya Ono, ? (??, ?), Shogakukan, 2015, ISBN 978-4-09-230813-8.
4. Tatsuya Hamazaki, Toshiya Ono, ? (??, ?), Shogakukan, 2015, ISBN 978-4-09-230816-9.
5. Tatsuya Hamazaki, Toshiya Ono, ? (??, ?), Shogakukan, 2015, ISBN 978-4-09-230821-3.
6. Tatsuya Hamazaki, Toshiya Ono, ? (??, ?), Shogakukan, 2015.

## Collegamenti conYaiba e Detective Conan
Kaito Kid è collegato sia con Detective Conan che con Yaiba, altro manga di Gōshō Aoyama:
- sia i personaggi di Yaiba che quelli di Kaito Kid frequentano la scuola Ekoda. Keiko Momoi, personaggio di Kaito Kid, appare a scuola più volte anche in Yaiba, in cui è amica di Sayaka Mine. Compare più volte in Yaiba anche l'altra sua amica, di cui non si conosce il nome;
- il quinto capitolo del volume 3 di Kaito Kid è un crossover intitolato Capitolo speciale: Yaiba contro Kaito; da questo è stato tratto il primo oav di Detective Conan, in cui la storia è stata modificata per includere anche i personaggi di tale manga;
- nel capitolo 80 di Yaiba (volume 9), Sayaka Mine, vedendo un ladro, lo scambia per Kaito Kid;
- nell'ultimo capitolo di Yaiba, ambientato tre anni dopo la storia principale del penultimo capitolo, nel presente di Kaito Kid, Keiko Momoi afferma che "Kuroba e Nakamori" sono finalmente una coppia, un evidente riferimento a Kaito Kuroba e Aoko Nakamori. In questa occasione Keiko sta parlando con la sua amica: anche in Kaito Kid sono entrambe molto interessate al presunto amore tra Kaito e Aoko.